# 波多博韋齊
48°40′31″N 23°17′49″E / 48.67528°N 23.29694°E

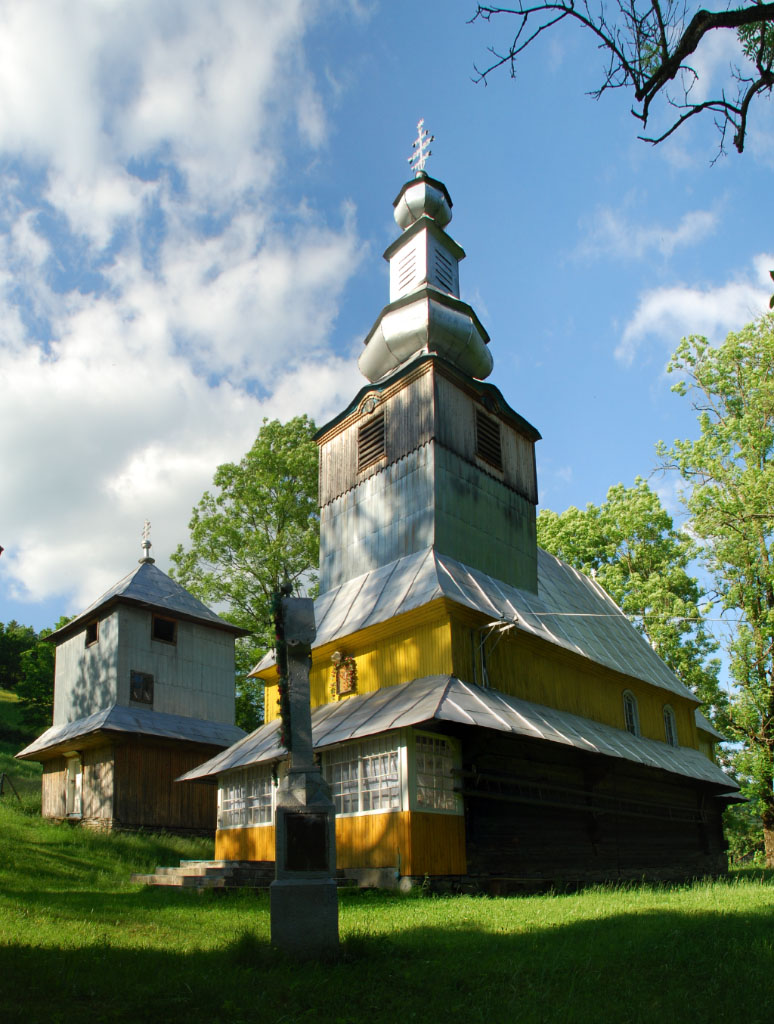

波多博韋齊（烏克蘭語：Подобовець）是烏克蘭西部的村莊，隸屬外喀爾巴阡州的胡斯特區。該村海拔高度672米，2001年人口407，居民使用烏克蘭語。